# Улични тренинг
Улични тренинг или стрит вoркаут (енгл. Street workout) врста је тренинга, спортске дисциплине и вештине која је својеврсна комбинација гимнастике и акробатике. Ова активност окупља све већи број чланова и на Балкану, па су тако спортисти који се баве 'уличним вежбањем' основали и Српски Street Workout савез с циљем повезивања и размене искустава с колегама који се такође овим баве. У Србији тренутно постоји око 8 Street Workout клубова с преко 50.000 чланова. Међу великим предностима ове активности је то што је бесплатно те чињеница да се тренинзи одвијају у природи на отвореном.
Цела прича о Уличном тренингу кренула је из Америке где се сличан програм називао још и Ghetto Workout, Gymbarr, Calisthenics, екстремни bodyweight и сл. док се у Србији први пут појавио раних 2010-их, те од тада сваки дан узима све већег маха како међу младима тако и међу старијим вежбачима.
У Србији 2011 године основана је Street workout група Бар Стронг (BarStrong) у Новом Саду, као и Барсербз тим (Barserbz team).  Бар Стронг група је 2017. освојила такмичење у Ја имам таленат!.
Главни значај ове методе вежбања је што нема граница, из сваке вежбе може прећи у још тежу вежбу, а кад се свему дода и импровизација, разноликости вежби нема краја. А осим тога бесплатан је, веома делотворан и атрактиван.
Вежбе можете изводити било кад и било где, а углавном су то локални паркови, дечја игралишта или обична дворишта.